# Elisabeta Știrbey
Elisabeta (Safta) Cantacuzino-Pașcanu (soția lui Barbu Știrbei, domnitorul Țării Românești), s-a născut în 1805, fiind fiica Elenei Brâncoveanu (1787-1809), stră-strănepoata domnitorului Constantin Brâncoveanu (1688-1714) și a marelui spătar moldovean Grigore Cantacuzino-Pașcanu (1779-1808). Elisabeta Știrbey îi era nepoată marelui ban de Craiova, Grigore Brâncoveanu (1770- 1832), ultimul descendent pe linie masculină ce a purtat numele Brâncoveanu și care o înzestrează generos, căci ambii ei părinți mor timpuriu, fiind îngropați la Brașov. A mai avut o soră, Zoe, măritată cu un Ghica.

## Biografie
Elisabeta s-a căsătorit cu Barbu D. Știrbei (viitorul domnitor al Țării Românești, 1849-1853 și 1854-1856) la Brașov, în toamna anului 1821, marile familii boierești refugiindu-se acolo pe timpul Zaverei. Cuplul revine în Țara Românească în 1825, stabilindu-se în casa de pe Podul Mogoșoaiei, devenit mai târziu palatul domnesc Știrbey. Doamna Elisabeta rămâne cunoscută în istorie și pentru balurile pe care le dădea aici, dar și pentru patronajul societăților de binefacere.

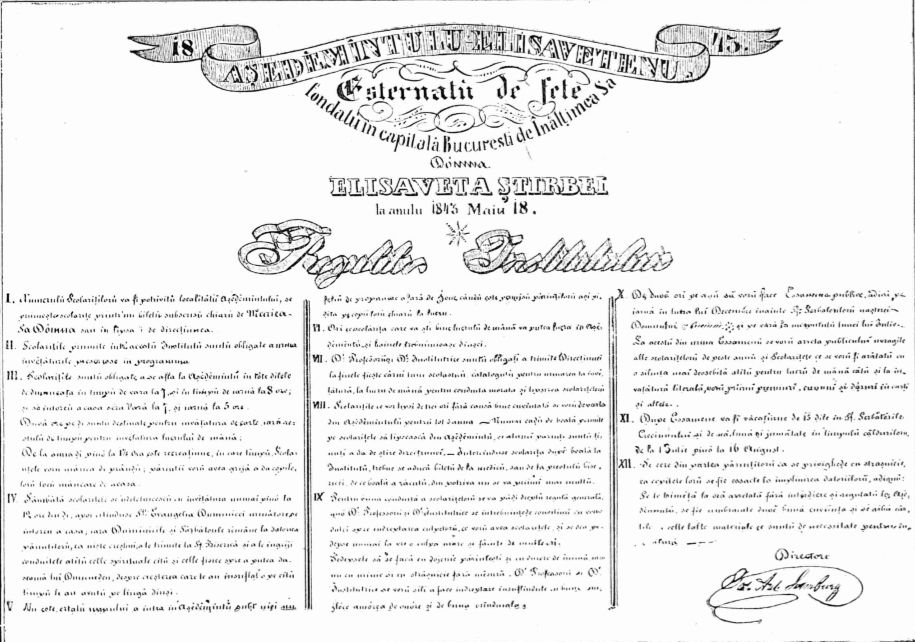
Așezământul de Fete fondat de Elisabeta Stirbey

În 1839 Elisabeta Știrbei traduce o lucrare, a lui Jeanne Campan, intitulată Pentru educația copiilor, sub anonimat, semnând „o mumă”. 
În 1843 înființează prima școală cu predare în limba română pentru fete, găzduită temporar în Hanul Șerban Vodă, pentru ca din 1856 să fie cumpărate case pe Podul Calicilor (Calea Rahovei). Construcția, în forma dată de arhitectul Statie Ciortan la 1930, se mai află și azi în strada Justiției nr. 55, în stare avansată de ruină. 
Doamna Elisabeta Știrbey a avut nouă copii cu domnitorul Barbu Știrbei: Grigorie (1822-1845), Fenareta (1823-1895), Ecaterina (1823-1853), Eliza (1827-1890/1894), George (1828-1925), Alexandrina (1829-1894), Elena (1831 - 1864), Alexandru (1837-1895), Dimitrie (1841-1913).
După 1856 a trăit în străinătate, mai mult la Paris, Nisa și Geneva, unde a și murit la 24 august/5 septembrie 1874.